# 第4屆金音創作獎
第4屆金音創作獎是2013年臺灣創作音樂的年度盛事之一，以表揚年度傑出的臺灣創作音樂從業人員。

## 入圍暨得獎名單
以表示得獎者

### 傑出貢獻獎
徐崇憲

### 評審團獎
林生祥／《我庄》

## 外部連結
- 第4屆金音創作獎入圍名單 （页面存档备份，存于），文化部影視及流行音樂產業局.2013-10-28
- 第4屆金音創作獎得獎名單 （页面存档备份，存于），文化部影視及流行音樂產業局.2013-10-28